# Municipio de Union (condado de Perry, Arkansas)
El municipio de Union (en inglés: Union Township) es un municipio ubicado en el condado de Perry en el estado estadounidense de Arkansas. En el año 2010 tenía una población de 942 habitantes y una densidad poblacional de 16,55 personas por km².

## Geografía
El municipio de Union se encuentra ubicado en las coordenadas 35°4′2″N 92°35′23″O / 35.06722, -92.58972. Según la Oficina del Censo de los Estados Unidos, el municipio tiene una superficie total de 56.93 km², de la cual 51,06 km² corresponden a tierra firme y (10,3 %) 5,86 km² es agua.

## Demografía
Según el censo de 2010, había 942 personas residiendo en el municipio de Union. La densidad de población era de 16,55 hab./km². De los 942 habitantes, el municipio de Union estaba compuesto por el 83,97 % blancos, el 12,53 % eran afroamericanos, el 0,21 % eran amerindios, el 0,21 % eran asiáticos, el 1,49 % eran de otras razas y el 1,59 % eran de una mezcla de razas. Del total de la población el 7,64 % eran hispanos o latinos de cualquier raza.